# تفجيرا القامشلي يوليو 2016
تفجيرا القامشلي يوليو 2016 كانا تفجيرين مزدوجين بسيارة مفخخة في حي خاضع لسيطرة وحدات حماية الشعب الكردية في مدينة القامشلي، التي تشكل جزءاً من محافظة الحسكة في سوريا. قتل التفجيران أكثر من 44 شخصًا وجرح أكثر من 171. أشاد تنظيم الدولة الإسلامية بالهجمات وأعلن المسؤولية عنها. كانت مدينة القامشلي أيضًا موقعاً لعدة تفاجير بسيارات مفخخة منذ عام 2015.

## التفجيرات
في 27 يوليو 2016، توجهت شاحنة ماشية تحمل متفجرات ودراجة نارية نحو الجزء الغربي من المدينة على الطريق بين مركز تجنيد للآسايش وسوق مزدحم للمزارعين لتنفجرا. سوت الانفجارات العديد من المباني، ودمرت عدد من السيارات، وأرسلت سحابة فطر من الدخان في الهواء شوهدت من مدينة نصيبين التركية الواقعة عبر الحدود، وسُمع الانفجار من قبل سكان على بعد بضعة كيلومترات. وتسبب الانفجار الأول بانفجار أسطوانة غاز ومولد كهربائي. حوصر العشرات تحت الأنقاض وأطلقت المستشفيات فوراً نداءات للتبرع بالدم من جميع الفئات.
أعلن تنظيم الدولة الإسلامية مسؤوليته عن التفجيرات، قائلاً أنها انتقاماً لعمليات قصف التحالف ضد قواته في مدينة منبج. شملت التفجيرات هجوم انتحاري بسيارة مفخخة وقنبلة دراجة نارية. وقد وقعت بالقرب من الحدود مع تركيا. وكان هدف التفجيرات قوات الشرطة الكردية المحلية ومبنى حكومة. لقي 50 شخصاً على الأقل مصرعهم وأصيب حوالي 140.